# Distrito de Pueblo Libre
El distrito de Pueblo Libre, llamado anteriormente Magdalena Vieja, es uno de los cuarenta y tres distritos que conforman la provincia de Lima, ubicada en el departamento homónimo, en el Perú. Limita al norte con los distritos de Lima y Breña, al este con el distrito de Jesús María, al sur con el distrito de Magdalena del Mar, y al oeste con el distrito de San Miguel.
Comprende el sitio de la antigua reducción de indios, de la Bendita Magdalena de Chacalea, pueblo donde fueron reunidos los habitantes del valle gobernado por Taulichusco. Posteriormente, recibió los nombres de Santa María Magdalena, y Magdalena Vieja, para luego usar el apelativo de Pueblo de los Libres por José de San Martín, debido a la trayectoria e historia detrás del significado del nombre.
Es un distrito habitado por familias de nivel socioeconómico alto y medio alto, de carácter residencial y cultural. Asimismo, es sede de varios bancos, locales de universidades privadas e importantes empresas. Con un índice de desarrollo humano de 0.8337, en 2019 alcanzaba un nivel muy alto. La cobertura educativa es del 98 % del total y la de servicios básicos alcanza el 99.7 %.

## Geografía y límites distritales

### Ubicación
El distrito de Pueblo Libre está ubicado al suroeste del distrito de Lima, y forma parte de la subregión Lima Centro. Cuenta con una superficie de 4.38 km² y su altitud media es de 90 m s.n.m. 

### Límites
Limita al norte con los distritos de Lima y Breña, mediante las avenidas Mariano Cornejo y Pedro Ruiz. Luego, colinda al este, con el distrito de Jesús María, a través de la avenida Brasil. Después, limita al sur, con el distrito de Magdalena del Mar, por medio del jirón Amazonas. Posteriormente, colinda también al sur, con el distrito de San Miguel, mediante el jirón José Rufino Echenique Benavente y la avenida de la Marina. Y finalmente, limita al oeste, también con el distrito de San Miguel, a través de la avenida Universitaria. Entre las principales arterias que cruzan el distrito, se encuentran las avenidas Simón Bolívar, Antonio José de Sucre, San Martín y Manuel Cipriano Dulanto (ex La Mar).
| Noroeste: Distrito de Lima       | Norte: Distrito de Lima / Distrito de Breña | Nordeste: Distrito de Breña            |
| Oeste: Distrito de San Miguel    |                                             | Este: Distrito de Jesús María          |
| Suroeste: Distrito de San Miguel | Sur: Distrito de Magdalena del Mar          | Sureste: Distrito de Magdalena del Mar |

## Historia
Magdalena Vieja, como se llamaba antes Pueblo Libre, se llamó inicialmente Santa María Magdalena de Chacalea. Que es el nombre de la Doctrina de la Orden Franciscana, que construyó una iglesia en terreno donado por el cacique, Gonzalo Taulichusco, hijo de Taulichusco, El Viejo, según la Confirmación Real del Sitio, de la Casa, Monasterio y Huerta de la Magdalena. Que fue suscrita el 14 de agosto de 1557, por el cacique, Gonzalo Taulichusco, y el padre, Fray Joan de Aguilera, Comisario General de la Orden Franciscana en Perú. En el acto, estuvo presente el virrey, Andrés Hurtado de Mendoza, Marqués de Cañete. La construcción de la iglesia comenzó al menos en 1549. El cacique de Lima, Don Gonzalo, y el de Huarochirí, Don Antonio, fueron designados oficialmente por la Real Audiencia de Lima en 1551, para que constituyan una reducción de indios, lo que concretaron a medias. El visitador, Alonso Manuel de Anaya, completó la traza de la Reducción, integrando a estos indios provenientes de Huadca, Hualá, Amancaes, Maranga y Lima.
La doctrina franciscana encontró terreno fértil para su labor evangelizadora en los aborígenes, para superar atávicas idolatrías y abrazar la nueva fe. Destacaron como intérpretes musicales, por lo que, se les dio a llamar como "indios chirimías", por el desaparecido instrumento de viento chirimía que ejecutaban magistralmente. El pueblo de indios o Reducción de Santa María de Magdalena continuó durante el virreinato bajo el nombre de "Magdalena", tuvo una sucesión de caciques de manera continua hasta el comienzo de la República, destacan los caciques de apellido Casamusa. En el virreinato del Perú fue un pueblo de no más de 200 habitantes, conocido por su buen clima.
El territorio que ocupaba durante el virreinato, el Pueblo de Magdalena, abarcó los actuales distritos de Pueblo Libre, Breña, Jesús María, Magdalena del Mar, Miraflores, San Miguel, Carmen de la Legua-Reynoso, además de parte de Bellavista y Lima (zonas oeste e industrial).
El 8 de julio de 1821, el libertador, José de San Martín, la bautiza como Pueblo Libre, en reconocimiento al «patriotismo» de sus moradores. Un decreto supremo del 10 de abril de 1822, ordenado por el general, José Bernardo de Tagle, ratifica el cambio de nombre.

EL SUPREMO DELEGADO. He acordado y decreto: En premio del patriotismo que distingue á los habitantes del pueblo de la Magdalena, y de los ardientes votos que han manifestado al gobierno, para que se le dé un nombre que sea expresión de sus sentimientos; se denominará en lo sucesivo el Pueblo Libre, suprimiéndose el de Magdalena. Dado en el palacio del supremo gobierno de Lima a 10 de abril de 1822. Firmado: Torre Tagle. Por orden de S.E.B. Monteagudo.

Durante la Confederación Peruano-Boliviana, su líder Andrés de Santa Cruz residió en el Pueblo de la Magdalena.
En 1857, el distrito de Miraflores se crea y se segrega del Pueblo de la Magdalena.
Tras la promulgación de la Constitución liberal de 1856, una ley del 2 de enero de 1859 cambia el nombre del distrito a Magdalena Vieja, siendo su primer alcalde Pedro del Solar en 1873.
En 1881, Pueblo Libre fue sede del Gobierno Provisorio del presidente, Francisco García-Calderón, durante la guerra del Pacífico, recordándosele como “Héroe Civil”, “Presidente Mártir” y “Presidente cautivo”, por enfrentar al Ejército chileno al mando del general, Patricio Lynch, y sufrir prisión en Santiago de Chile. Sin embargo, hasta que no ocurriera este apresamiento, el general, Andrés Avelino Cáceres, no lo reconoce como presidente, incluso lo tilda desdeñosamente como "magdaleno", lo que significaba para Cáceres y su gente como sinónimo de "chilenófilo".
No obstante, desde esa fecha, se recuerda a diez ciudadanos del distrito que resistieron al Ejército chileno al lado de García Calderón. Sus nombres figuran en el libro de defunciones de la iglesia Santa María Magdalena.
Por mandato del Decreto Ley N.º 4101 del 10 de mayo de 1920, se crean los distritos de Magdalena del Mar y San Miguel, que son segregados de Magdalena Vieja.
El 5 de septiembre de 1940, durante el gobierno de Manuel Prado Ugarteche, por la Ley N.º 9162, Magdalena Vieja volvió a llamarse Pueblo Libre.

## División Administrativa
El cuadro muestra el centro poblado que pertenece al distrito de Pueblo Libre.
| Centro Poblado | Tipo de Centro Poblado |
| -------------- | ---------------------- |
| Pueblo Libre   | Urbano                 |

## Hitos y estructura urbana
Pueblo Libre tiene unidades locales, que ayudan a generar más trabajo para muchos de la zona, más aún dirigido a los jóvenes. Asimismo, es sede de clubes sociales peruanos como: la AELU, la ACJ y el Circolo Sportivo Italiano, los cuales agrupan una atractiva comunidad para el desarrollo de festividades en las fechas estipuladas, estos son los grupos de la comunidad nikkei e ítalo-peruana respectivamente.
- Huaca Julio C. Tello: Llamada también Panteón Chino, perteneció al complejo urbano prehispánico correspondiente al curacazgo de Maranga. Además, abarcaba otros centros como Mateo Salado, San Marcos, Tres Palos, etc. El nombre de Huaca Panteón Chino obedece a la tradición, de que antiguamente fue utilizada como lugar de entierro de esclavos chinos, que trabajaban en las plantaciones de los alrededores. El monumento se edificó durante la Cultura Ischmay, del siglo XII al siglo XV d. C.

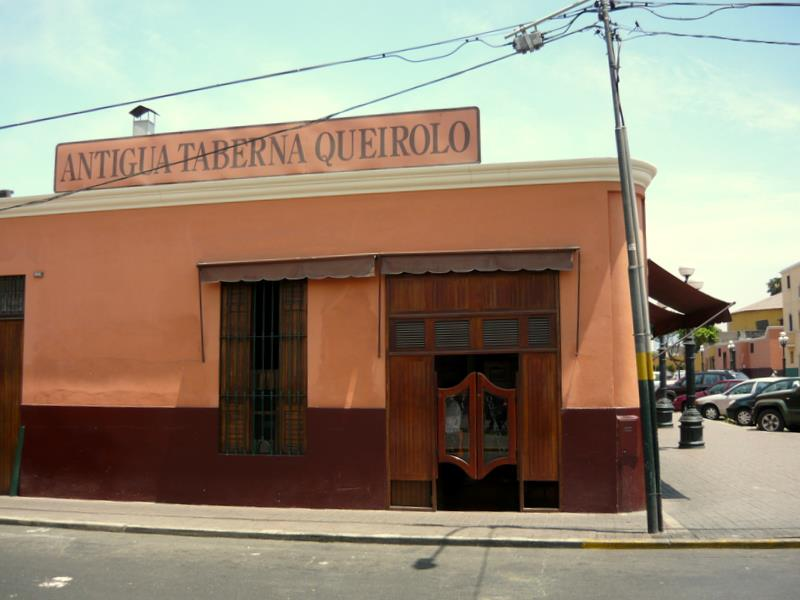
La taberna Queirolo.

- Antigua Taberna Queirolo: Abrió sus puertas como una pulpería, allá por los años 1880, por la familia de inmigrantes italianos Queirolo. Al transcurrir de los años, se convirtió en un ícono y referente de pisco peruano, y hoy uno de los restaurantes más tradicionales del distrito. Famosa por su “res de pisco”, las butifarras, y el cau cau, entre otros platos criollos e internacionales, además de su variada coctelería y su amplia carta de vinos y piscos.
- Casa hacienda Orbea: Ejemplar de la arquitectura colonial, esta es una de las pocas casa-haciendas que aún se pueden apreciar en Lima, propiedad del historiador, don José de la Puente Brunke.
- Cruz del Viajero: Un monumento situado por los franciscanos en 1672 a las afueras de Lima, en es entonces. Dicha tradición empezó con Francisco Pizarro, quien situaba cruces en las rutas principales en el país; los viajeros se detendrían frente a la cruz para pedir protección en sus viajes a través del Virreinato, América o España.
- El ombú: Llamado el "Árbol de la bella sombra", es originario de Argentina, Paraguay y Brasil, llega a alcanzar los 25 metros de altura. Este ejemplar tiene un promedio de 200 años de existencia. Dice la historia, que este árbol fue plantado por el libertador, José de San Martín, en su estadía en Pueblo Libre.
- Plaza de la Bandera: Se encuentra ubicada entre los distritos de Pueblo Libre, Lima y Breña. En su parte central se ubica un enorme mástil en el cual ceremonialmente se iza una gran bandera nacional, los días domingos y festivos.
- Cuartel Bolívar es un antiguo cuartel militar del ejército peruano, todavía en servicio.
- Seminario Santo Toribio de Mogrovejo

### Iglesias

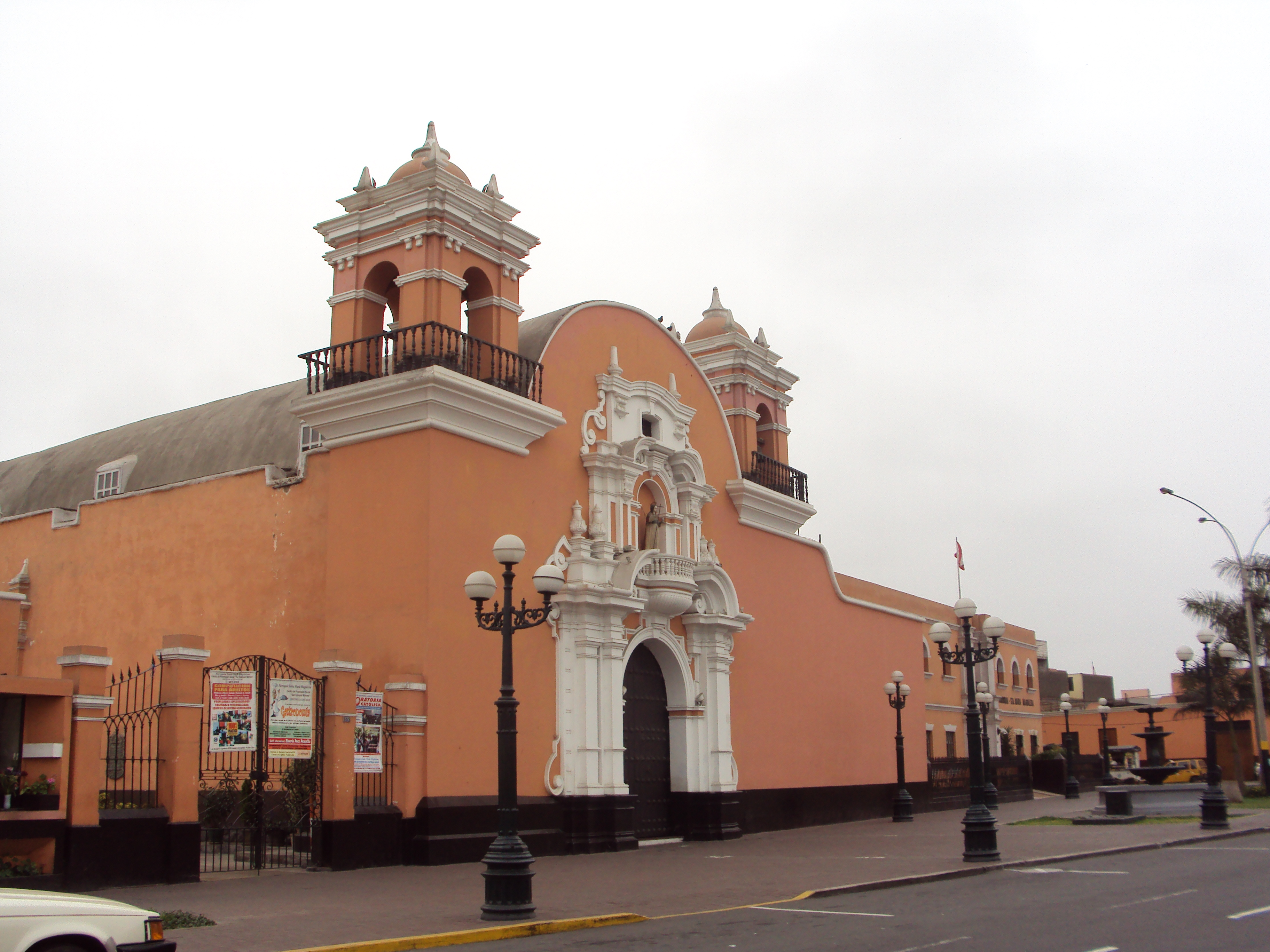
Iglesia de Santa María Magdalena

- Iglesia de Santa María Magdalena: La construcción de esta iglesia inició en 1557, en terrenos cedidos a los religiosos franciscanos por el cacique principal del Valle de Lima, Gonzalo Taulichusco, a fin de que se iniciara la Evangelización, bajo el nombre de Doctrina de la Bendita Magdalena. Siglos después, sufrió varias modificaciones debido a los sismos. Presenta una tradicional planta de salón estilo isabelino y un altar mayor con hermosa decoración barroca, así como una serie de 8 altares laterales, todos recubiertos con pan de oro. Actualmente, es regentada por la Orden de Padres Agustinos Recoletos.
- Iglesia y Monasterio de Nuestra Señora de la Encarnación: También conocido como Iglesia de la Encarnación, originalmente estuvo ubicada en la plaza San Martín hasta 1941. Fue el alma mater de los conventos para mujeres en Lima.

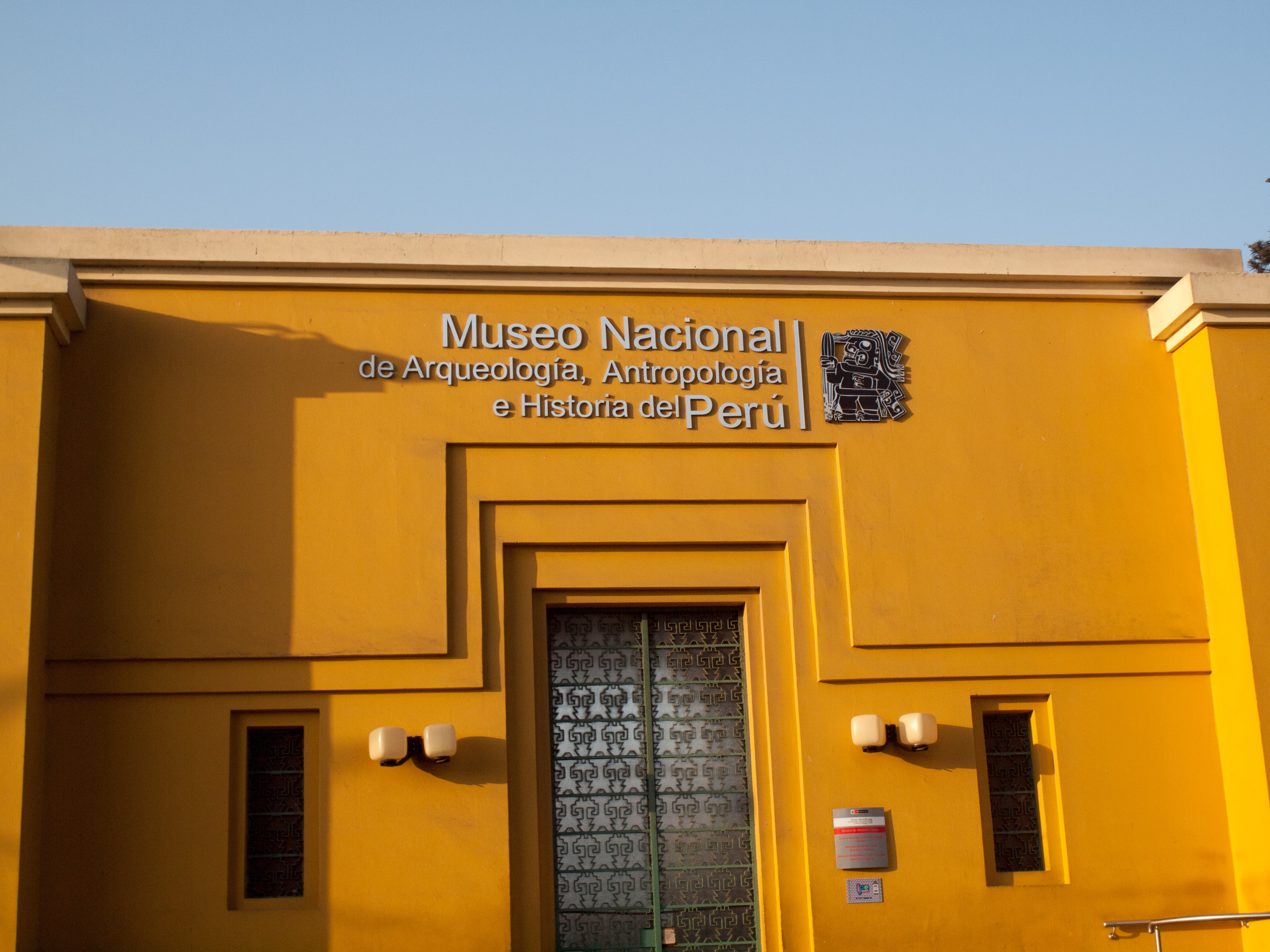
Museo Nacional de Arqueología, Antropología e Historia del Perú.

### Museos
- Palacio de la Magdalena: Construido a inicios del siglo XIX, alojó sucesivamente a los libertadores José de San Martín y Simón Bolívar. Durante la guerra del Pacífico, fue sede del gobierno provisorio de Francisco García Calderón, conocido como el gobierno de La Magdalena. Actualmente, es el Museo Nacional de Arqueología, Antropología e Historia del Perú, creado el 2 de abril de 1822 por José de San Martín. Es el museo más grande, antiguo y representativo del país; su trayectoria está ligada a las vicisitudes de la historia peruana.
- 'Museo Arqueológico Rafael Larco Herrera': Fue fundado en 1926 por Rafael Larco Hoyle, uno de los pioneros de la arqueología peruana. El Museo Larco está situado en una casona virreinal del siglo XVIII. Rodeado por hermosos jardines, el museo exhibe más de 5,000 años de historia del antiguo Perú, a través de una fascinante colección de arte precolombino.

## Demografía
Según el censo de 2017, la población del distrito de Pueblo Libre tenía 83 323 habitantes en ese año, con una densidad de 19 023 personas por kilómetro cuadrado. Según el nivel de ingresos per cápita, un 54 y 45 % de su población es de estrato socioeconómico alto y medio alto; mientras que, la población correspondiente al estrato medio solo alcanza un 1 %. En 2019, su índice de desarrollo humano alcanzó el valor de 0.8337, con lo que se ubicó en el quinto lugar a nivel de Lima y de todos los distritos del Perú.

## Educación

### Primaria e Inicial
- Institución Educativa N.° 0014 Andrés Bello
- Institución Educativa N.° 1076 Rabindranath Tagore

### Secundaria
- Colegio Abraham Valdelomar
- Colegio Agustiniano San Martín de Porres
- Colegio Cristo Rey
- Colegio de Jesús
- Colegio de la Cruz Canonesas
- Colegio El Carmelo
- Colegio Jorge Polar (en liquidación)
- Colegio Municipal de Pueblo Libre hoy Institución Educativa José Santos Chocano.
- Institución Educativa Privada Santa Isabel
- Colegio Nacional Bernardo O'Higgins
- Colegio Nacional de varones N.° 450 (Barletti)
- Colegio Nacional de Mujeres Elvira García y García
- Colegio La Unión
- Colegio Parroquial San Lucas
- Colegio San Genaro
- Colegio San Marcos del Sur
- Colegio Santo Domingo de Guzmán
- Colegio San Pablo

### Superior
En el distrito se ubica la Universidad Antonio Ruiz de Montoya, la Universidad Inca Garcilaso de la Vega (facultades de Enfermería, Estomatología e Ingeniería de Sistemas), la Universidad Nacional Federico Villarreal (facultad de Odontología), la Universidad Peruana Simón Bolívar, una Facultad de la Universidad San Martín de Porres, y la Facultad de Medicina Humana y Ciencias de la Salud de la Universidad Alas Peruanas.

## Autoridades
| Cargo     | Autoridad electa                 | Partido político | Partido político         |
| --------- | -------------------------------- | ---------------- | ------------------------ |
| Alcaldesa | Mónica Rossana Tello López       |                  | Renovación Popular       |
| Regidor   | Pablo Manuel Nuñez Del Río       |                  | Renovación Popular       |
| Regidora  | Laura Giuliana Lavarello Carbajo |                  | Renovación Popular       |
| Regidor   | Juan Carlos Huamani Tapara       |                  | Renovación Popular       |
| Regidora  | Patricia Ysabel Mejia Hidalgo    |                  | Renovación Popular       |
| Regidor   | Percy Ernesto Azurin Cabezas     |                  | Renovación Popular       |
| Regidora  | Sergia Quino Peláez              |                  | Renovación Popular       |
| Regidora  | Cecilia Acosta Cajaleon          |                  | Alianza para el Progreso |
| Regidora  | Áurea Genoveva López Reyes       |                  | Somos Perú               |
| Regidor   | Daniel Martin Amaya Carranza     |                  | Podemos Perú             |

## Galería

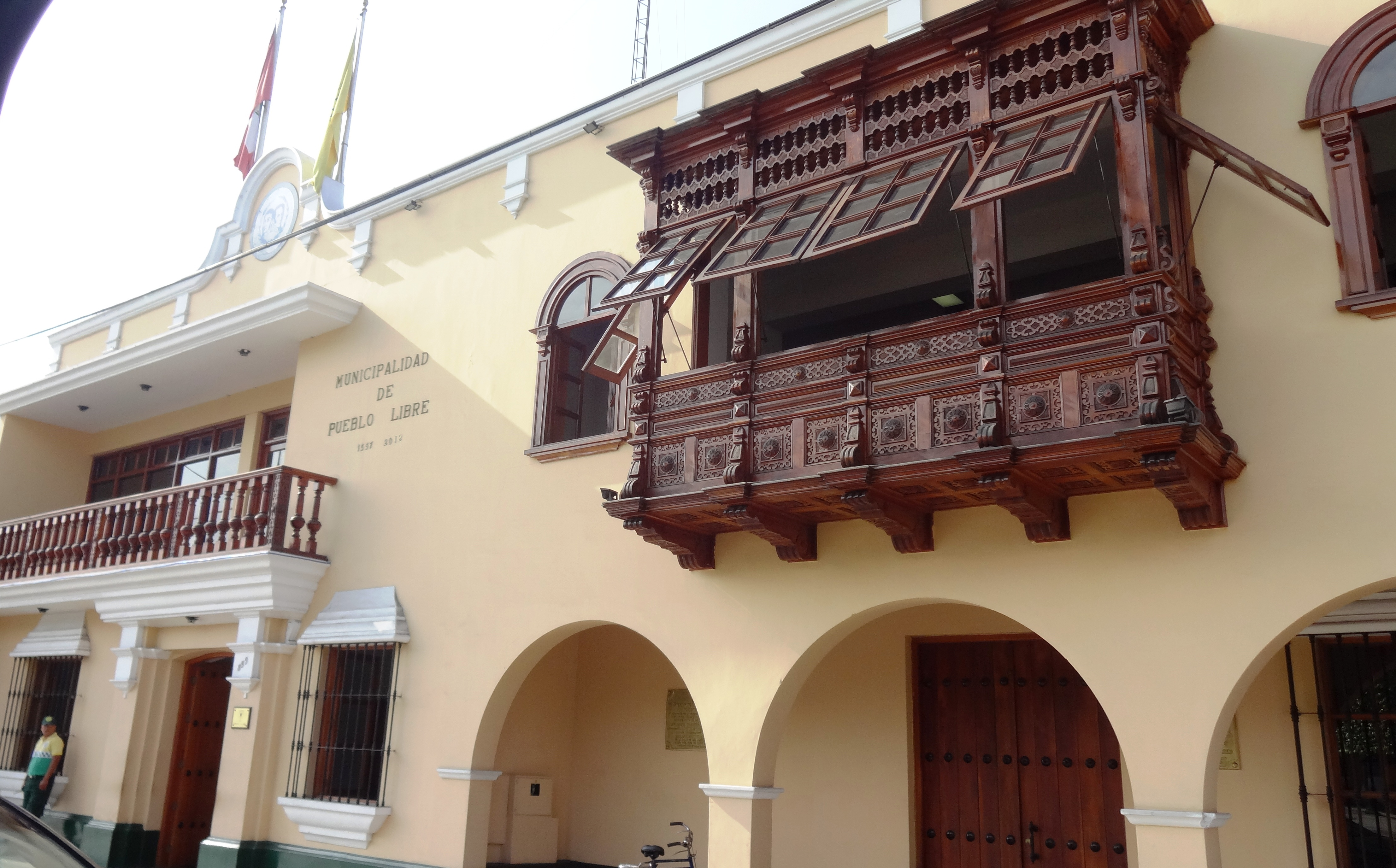
Municipalidad de Pueblo Libre.
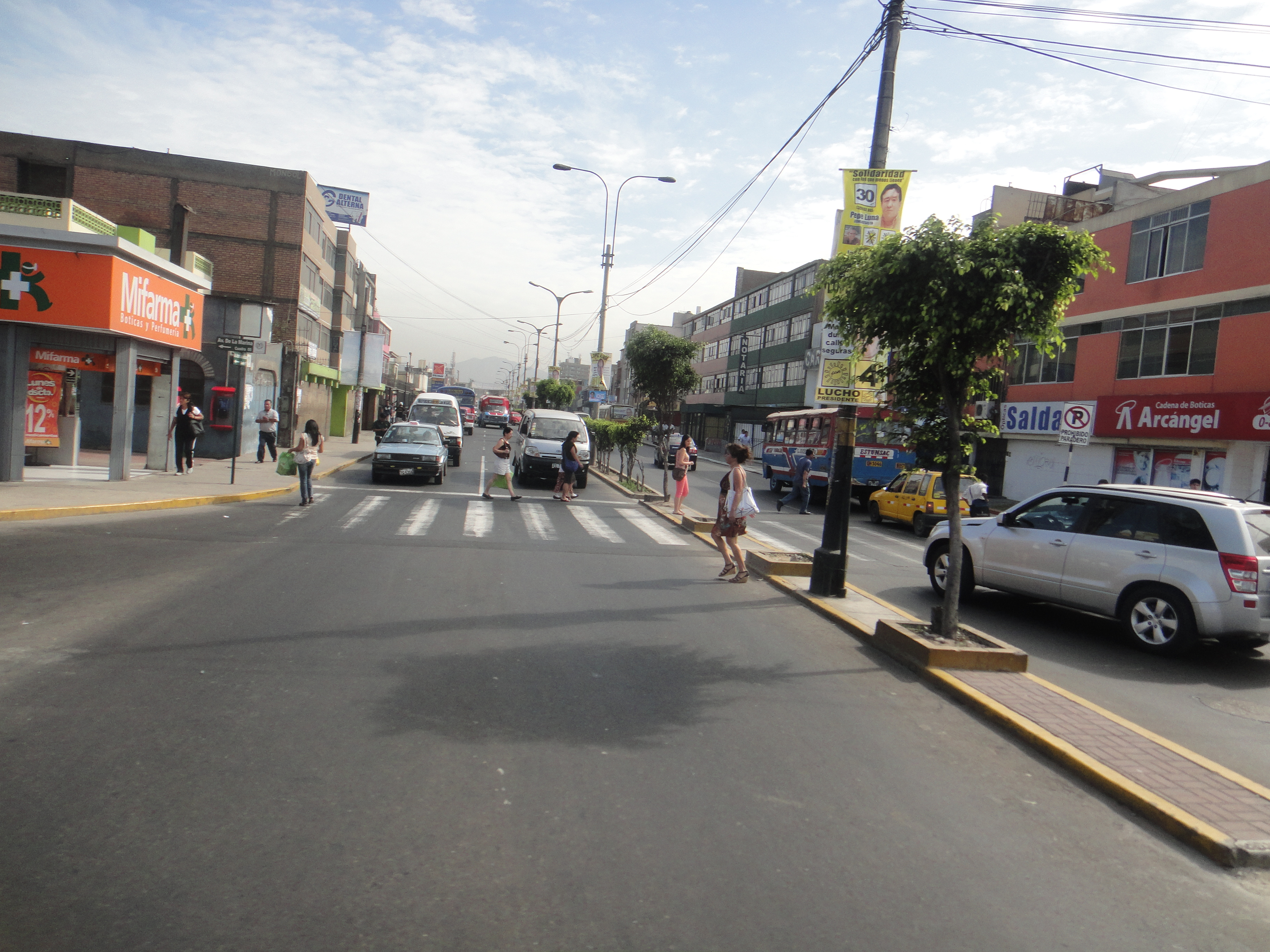
Avenida Antonio José de Sucre.
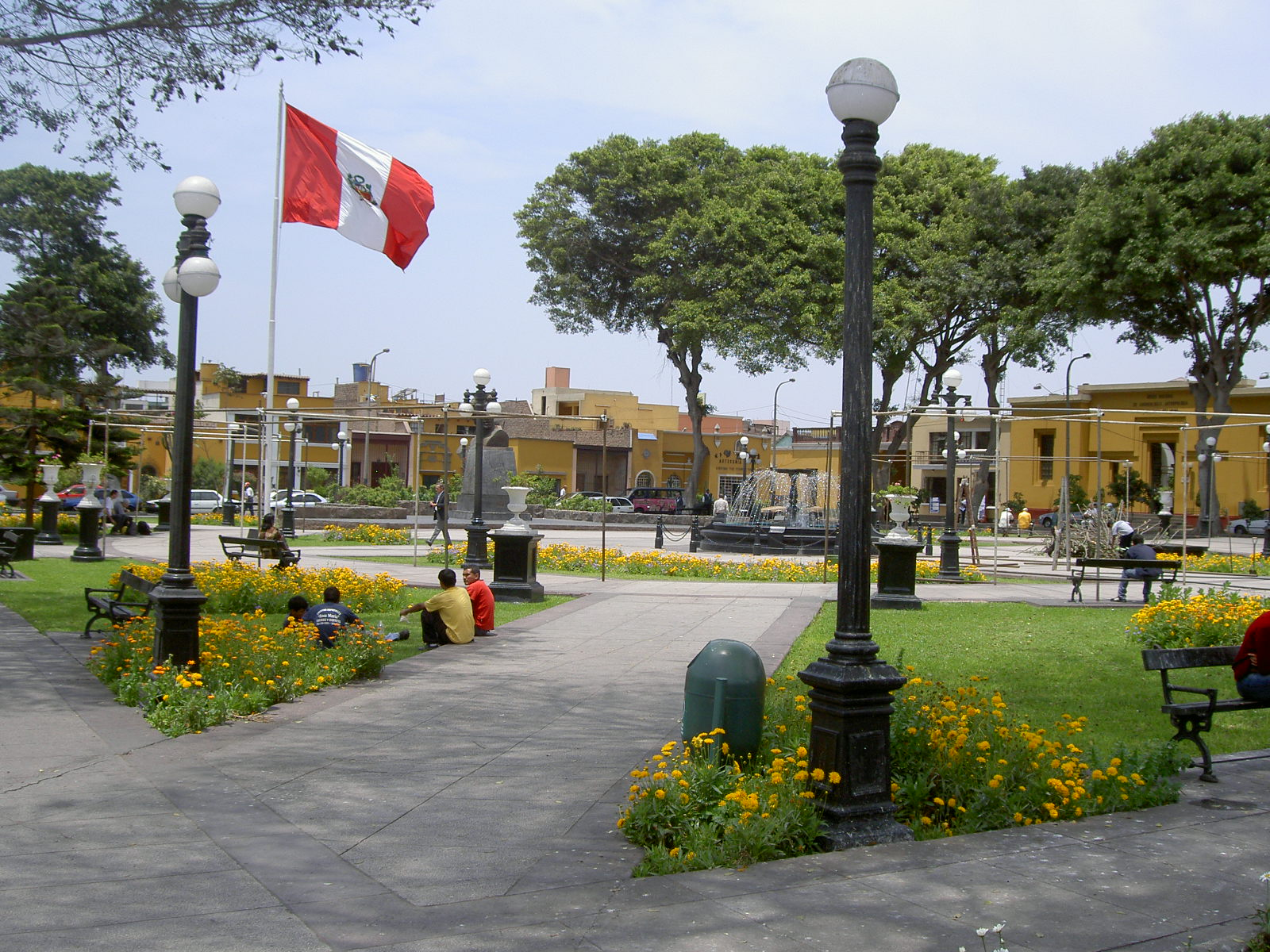
Plaza Bolívar.
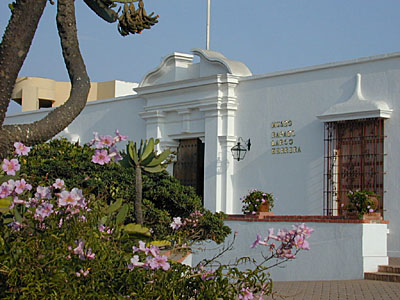
Museo Larco.

## Hermanamientos
- Attleboro (Massachusetts), Usa.[15]
- Paterson (Nueva Jersey), Usa.[16]
- El Aaiún, Marruecos (reclamada por la República Árabe Saharaui Democrática).[17]